# Niedaltdorf
Ne doit pas être confondu avec Niederaltdorf.
Niedaltdorf est un quartier de la commune de Rehlingen-Siersburg en Sarre.

## Toponymie
- À l'époque française : Nidaltroff (1815).
- En sarrois : Altdroff et Altroff.

## Histoire
Nidaltroff est une ancienne commune de la Moselle cédée par la France à la Prusse en 1815.

## Lieux et monuments

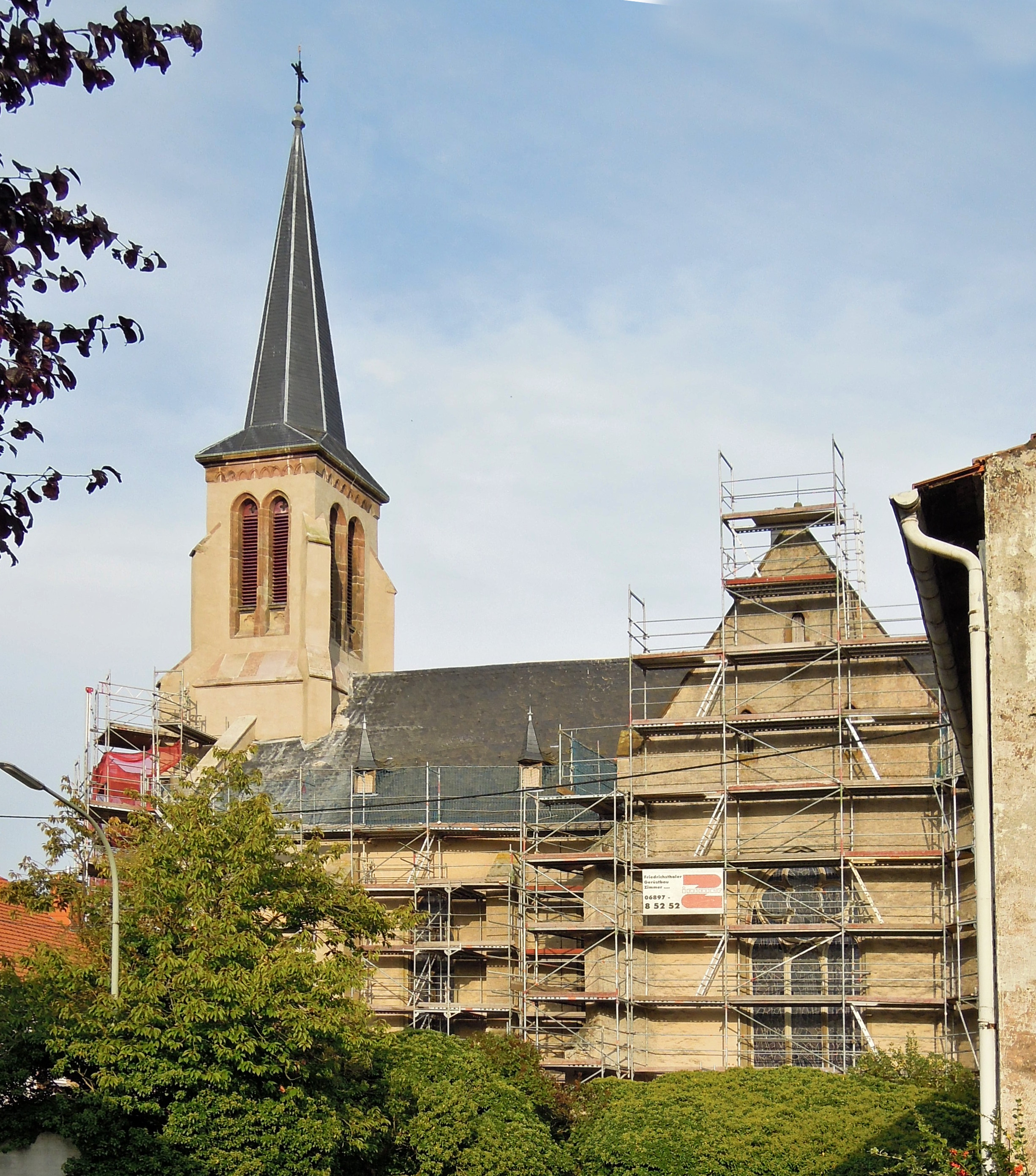
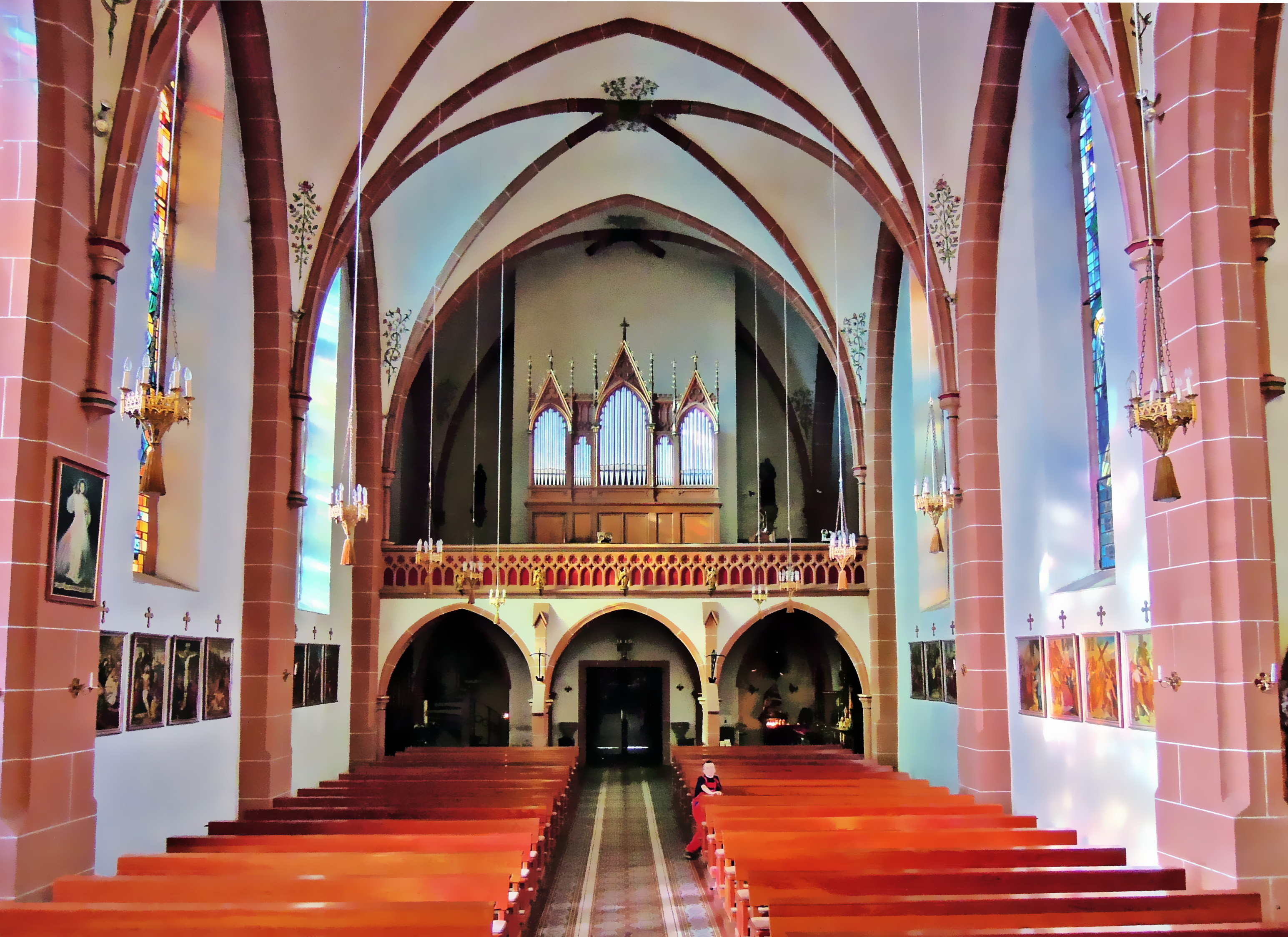
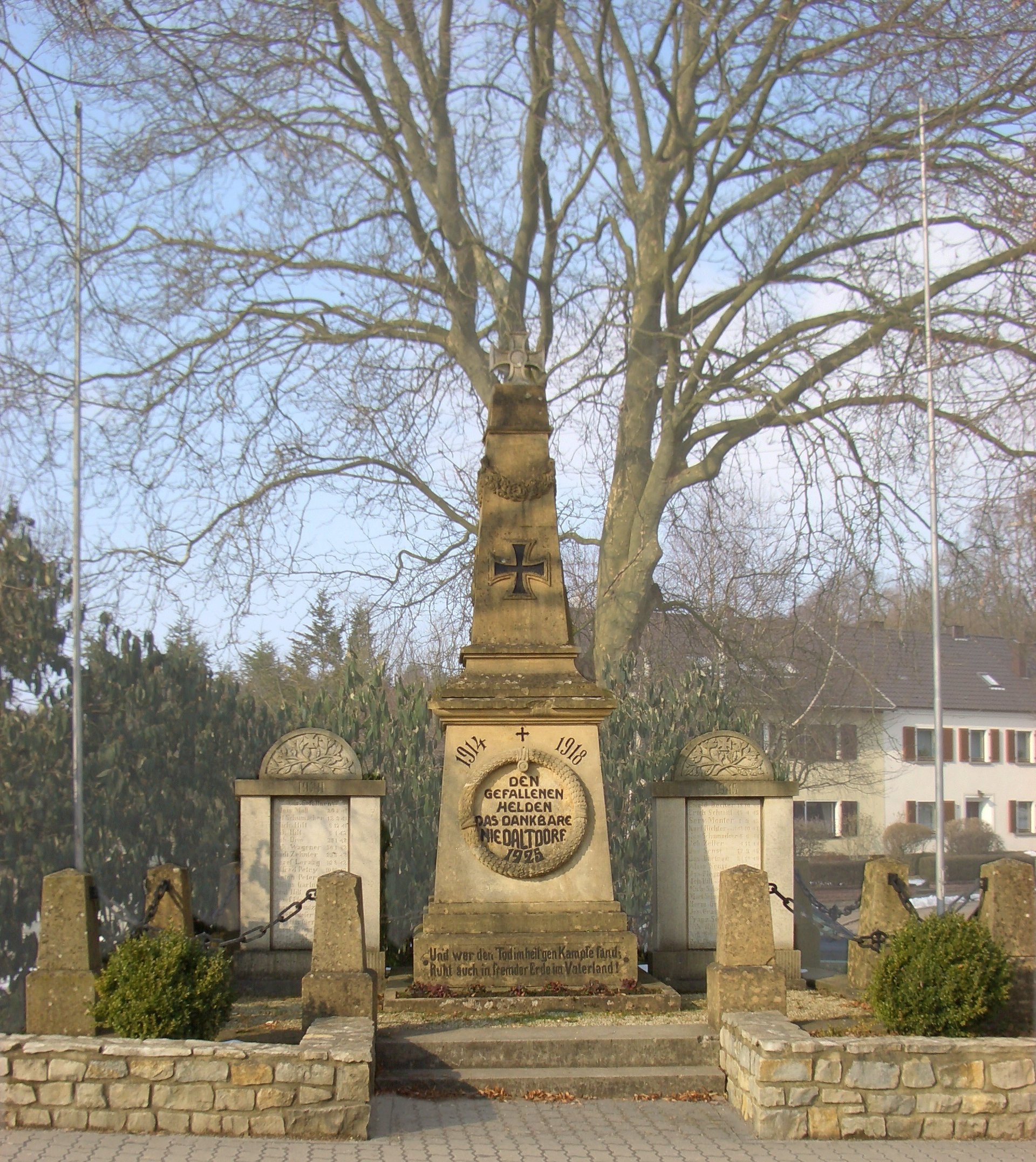
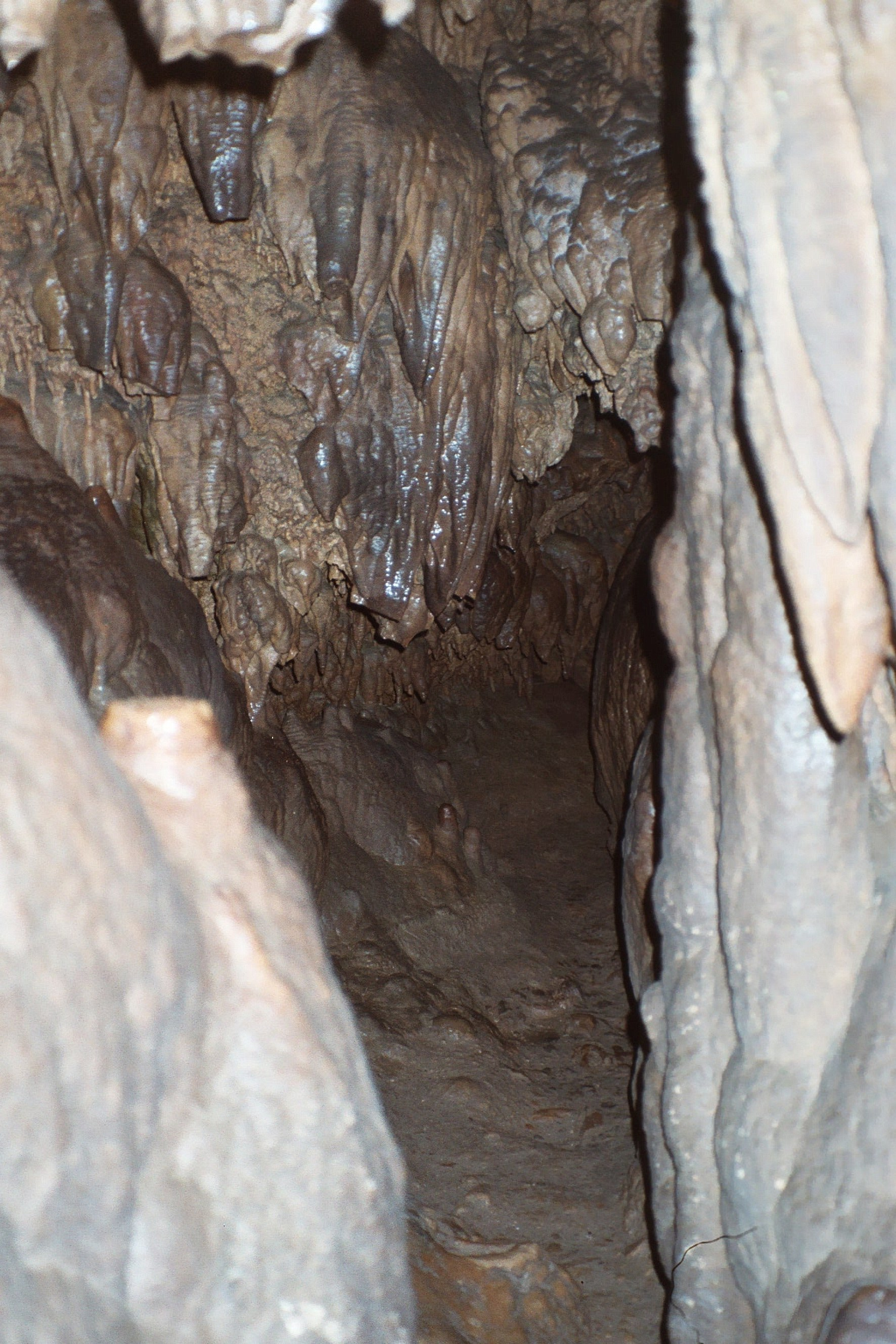